# Lotta Lagercrantz
Lotta Kristina Lagercrantz, född 4 juni 1946 i Stockholm, är en svensk konstnär, främst målare men arbetar också bland annat i plexiglas och betong.
Lotta Lagercrantz, som är dotter till Bo och Ann-Marie Lagercrantz, utbildades på Konstakademin i måleri åren 1967–1972. Hon har haft separatutställningar, bland annat på Konstakademien, Färg och Form, Gröna Paletten och Galleri H (samtliga i Stockholm), Kavaletten (Uppsala), Karlskoga konsthall, Stenhusgården (Linköping) och Wadköpingshallen (Örebro). Bland hennes offentliga uppdrag finns en uppmärksammad installation i Sankt Jacobs kyrka (Stockholm), installationen "Tilliten och rädslan" i Vamlingbo kyrka (2018), målningar för Skärholmens tunnelbanestation, textil konst för Karolinska sjukhuset, lekhydda i betong för Djurgårdsförvaltningen i Stockholm och bidrag till två större kulturhistoriska utställningar för Riksutställningar.
Lagercrantz är representerad på bland annat Moderna museet, Statens Konstråd, Stockholms konstråd, Sundsvalls museum, Etnografiska museet, Stockholms Universitet, ABF, Astra och IBM.
Lagercrantz har givit ut böckerna Vaska. Bilder, texter, lager på lager (2005) och Herrarna (2008).  